# Strada statale 106 var/D Jonica
La strada statale 106 var/D Jonica (SS 106 var/D) è una strada statale italiana, variante della strada statale 106 Jonica nell'ambito del progetto di realizzazione di una strada extraurbana principale lungo la costa ionica della Calabria.

## Storia
La variante, dall'estensione di 3,7 km, è stata aperta al traffico il 23 luglio 2019 lungo la sola carreggiata di monte. Essa consiste in due viadotti: Fiumara di Palizzi (280 m) e Simmero (164 m) e quattro gallerie: Palizzi Marina (440 m), Ambusena (153 m), Peristeri (983 m), S. Antonino (691 m).

### Tabella percorso
| Jonica |                    |      |           |                |
| Tipo   | Indicazione        | ↓km↓ | Provincia | Strada europea |
|        | Jonica             | 0,0  | RC        |                |
|        | Fiumara di Palizzi | 0,8  | RC        |                |
|        | Jonica             | 3,7  | RC        |                |